# GGC Gjuteri
GGC Gjuteri AB grundades år 1920 av Gustav Georg Carlsson på Norr i Eskilstuna.

## Historik
Carlsson drev företaget till mitten av 1960-talet men med tanke på åldern (80 år) så var det dags för barnbarnen att ta över. Först kom Sten Larsson in år 1966 och tog över den tekniska sidan och sedan hans bror Göran Larsson år 1969. Göran övertog de ekonomiska sysslorna. Bröderna blev i samband med detta helägare av företaget.
Barnbarnen rustar upp sin morfars gjuteri med 2,5 miljoner i lokaliseringslån och tillverkningen består nu av egna produkter, främst olika typer av handverktyg för byggindustrin. Vattenpass, rätstegar och kakelplattskärare utgjorde halva produktionen. Exporten i företaget var ca 20%. Det förekom även legotillverkning av gjutna beslag till master på segelbåtar, maskinstativ samt delar till tandläkarstolar. Tillverkningen var lite unik då man formar dessa större detaljer på en självhärdande sand. Från 1971 levererades också till KF:s kunder en hörndetalj för överliggarna på skärmväggar för kontorslandskap.

### Utbyggnad och nyanställningar
Företaget lever lite trångt men läget kommer att bli bättre och 1972-1973 utfördes en första utbyggnad av gjuteri, lager och monteringsutrymmen på ca 1100 kvm. En ytterligare utbyggnad planeras om 2000 kvm fördelat på verkstad, montering, omklädningsrum, matsal och kontor. Investering i byggnader beräknas på 2,6 milj. och utrustning i gjuteriet för 1,4 milj. Man nyanställer 14 man och mottot är säger bröderna ”från aluminiumtacka till färdig lackerad detalj ” en utökning kommer snarast om ytterligare 14 personer varav många kvinnliga medarbetare som redan är 12 st. Man räknar med att ungdomar utan utbildning skall kunna anställas samt att man bygger för att få en bra miljö i företaget. Nybyggnationen beräknas vara klar i juni 1976.

### Kapitalbrist och konkurs
Man råkar i kapitalbrist då del av erhållna lån ej avskrivs som man beräknat och nu ser det dystert ut för GGC. Företaget har begärt att en del av det AMS-lån man fick skulle avskrivas samt att man ville få ytterligare ett års amorterings och räntefrist. Man ville även att staten skulle ställa sig som garant för ytterligare 0,7 mil. i rörelsekapital. Efter att GGC fick avslag så lämnades en konkursansökan in och det är en oviss framtid för de 43 anställda.

### Uppköp och sammanslagning
Ulf Moberg, ägare av Ventilationsmaterial AB, hade tidigare förvärvat ett annat gjuteri i Eskilstuna, EBÖ, som var hans största leverantör av de produkter han saluförde som grossist i branschen. Han köpte EBÖ och hade sökt lokaler en tid för att expandera. Här kom en möjlighet att vid samgående få bättre lokaler och möjlighet att utöka. Företagen slås nu samman, de 28 från EBÖ med de 43 vid GGC. Ägarna bröderna Sten och Göran Larsson går nu vidare i nya företagets ledningsgrupp. Att det blev på detta sätt är ovanligt enligt konkursförvaltaren. Företagets namn blir nu EBÖ-GGC AB. Årsomsättningen beräknas till 75 miljoner varav 15 i EBÖ-delen.

### Nya ägare i flera led
År 1982 säljer Ulf Moberg sitt företag Ventilationsmaterial AB till Lindab AB som var hans största kund. På hösten samma år köper Hans Boqvist ut alla aktierna i EBÖ-GGC från Lindab AB som nu blir privatägt igen.
År 1985 utökas lokalerna vid Norra hamn med ca 1000 kvm för tillverkning och kontor. Åren fram till 1988 präglades av stor uppgång och nyinvesteringar. GGC-delen med sina handverktyg är nu ca 30% av företagets omsättning.
Tyvärr så kommer stora problem in år 1989-1990 angående avsättning med tillverkade produkter, detta gäller de flesta företag i landet. Företaget säljes nu till Hasselfors-koncernen som har ett intresse av delen med handverktyg. Företaget läggs under Thors hammares ledning som vid denna tid ägdes av Hasselfors. Åke Karlsson blir nu VD för EBÖ-GGC.
År 1990 köper Almedal Fagerhult ut Hultafors och Thors hammare. Man skiljer ut företagen med handverktyg från Hasselfors-koncernen. EBÖ-GGC blir nu liggande under Preciform AB i Hasselfors och Mats Billing blir ny VD i EBÖ-GGC som kämpar vidare men ligger ute till försäljning.
År 1994 blir företaget köpt av en privat ägare och fortsätter sin verksamhet i egen regi med 27 anställda.
År 1995 släpper det dåliga orderläget och allt pekar uppåt. GGC-delen avvecklas samt det som fanns kvar av EBÖ:s egen tillverkning av ventilationsmaterial för byggindustrin. EBÖ AB satsar nu helt på legotillverkning. Därmed är resan slut för Georg Carlsson och hans företag som byggdes vidare av hans barnbarn Sten och Göran Larsson. Någon produkt av GGC fanns kvar i hela 75 år.
EBÖ AB sålde år 2005 fastigheten Najaden 1 till Eskilstuna kommunfastigheter och flyttade till Kungsgatan 75.